# Jean Trubert
Pour les articles homonymes, voir Trubert.
Jean Trubert, dit Jen Trubert, né à Paris le 14 avril 1909 et décédé dans la même ville le 23 mai 1983 est un dessinateur et scénariste de bande dessinée français. Il a été régent des travaux pratiques de Machine à peindre du Collège de ’Pataphysique.

## Biographie
Élève de l'école des arts appliqués, il se dirige vers la publicité, tout en commençant une carrière de boxeur professionnel.
Des années 1930 à la fin des années 1970, Jean Trubert participe comme illustrateur et dessinateur de bande dessinée à de nombreux magazines pour enfants et pour jeunes, notamment Tintin, Vaillant, Pierrot, Lisette, Francs Jeux, Fripounet et Marisette, J2 jeunes, Formule 1. Il publie aussi des bandes dessinées à suivre dont Le Chevalier printemps (scénario de  Roger Lécureux), Mousse et Boule et en 1959, reprend le personnage de Bécassine (bande dessinée).
Pour Pilote il crée en 1964 le personnage de Roderic qui apparaît dans 3 histoires complètes de 6 planches chacune. Située dans un Moyen Âge fantaisiste cette série rappelle sa série plus ancienne du Chevalier Printemps.
Il illustre de nombreux classiques pour des éditions de bibliophilie, dont Le Roman de Renart. 
À la fin de la Seconde Guerre mondiale, il entreprend une activité syndicale et devient président du syndicat des illustrateurs de la presse enfantine. Il contribue largement à faire reconnaître les dessinateurs comme des salariés qui obtiennent ainsi leurs inscription à la sécurité sociale en 1963.

## Publications
- 1938 : Les Aventures merveilleuses de Toto Moko, éd. SPE
- 1942 : Les Aventures du marquis de la Panse d'A, éd. Chagor
- 1942 : Capitaine Pipe, éd. Chagor
- 1943 : M. Piton voyageur de commerce, Albums de la bonne équipe no 13, éd. Gründ
- 1944 : Le Deuxième voyage de Piton, Albums de la bonne équipe no 14, éd. Gründ
- 1944 : Le Colonel Stick, éd. N.B.
- 1945 : Les Étourderies de Riqui Puce, Riqui Puce T.1, no 2003, éd. Artima
- 1946 : Riqui Puce au pôle Nord, Riqui Puce T.2, no 2004, éd. Artima
- 1959 : Bécassine revient, scénario Camille François
- 1961 : L'Alphabet Bécassine, scénario Vaubant, éd. Gautier-Languereau
- 1962 : Bécassine mène l'enquête, scénario Vaubant, éd. Gautier-Languereau
- 1964 : L'Étroit Mousquetaire, scénario Marijac, collection Les Belles Histoires De Tonton Jacques, Éditions de Chateaudun
- 1965 : Les Petits Révoltés du Bounty, collection Les Belles Histoires De Tonton Jacques, scénario Marijac, éd. de Chateaudun
- 1977 : Le Chevalier Printemps, collection BDécouvertes, éd. Glénat

- Sans date : Mademoiselle Pic a disparu, Mousse et Boule T.1, éd. OVIP
- Sans date : Didine et les machines, Mousse et Boule T.2, éd. OVIP
- 1977 : Le Trajet du tetrodon, Mousse et Boule T.3, éd. Prifo

## Arc en Ciel - École Jean Trubert
Arc en Ciel - École Jean Trubert est une école française de bande dessinée fondée par Chantal Trubert, la fille de Jean Trubert, et installée à Antony dans les Hauts-de-Seine ainsi qu'à Paris. C'est un établissement supérieur technique privé dépendant de l'académie de Versailles spécialisé dans les formations en illustration et bande dessinée. Arc en Ciel - École Jean Trubert est à l’origine de la création de la formation diplômante « Certification de dessinateur de bande dessinée et d’illustration », inscrite au répertoire national des certifications professionnelles (RNCP). Ce diplôme reconnu par l’État de niveau III sanctionne une formation en deux ourois ans.

### Sitographie
- Henri Filippini, « Jen Trubert : artisan du merveilleux… (partie 1) », sur bdzoom.com, 29 avril 2021 (consulté le 11 novembre 2024).
- Henri Filippini, « Jen Trubert : artisan du merveilleux… partie 2 », sur bdzoom.com, 6 mai 2021 (consulté le 11 novembre 2024)